# Tripoli International Airport
Tripoli International Airport (ICAO-kod HLLT IATA-kod TIP), är en flygplats i Tripoli, Libyens huvudstad. Flygplatsen har tidvis varit stängd sen inbördeskriget 2011 och utsattes för kraftig bombning i juli 2014 